# Kabupaten de Sabu Raijua
Le kabupaten de Sabu Raijua, en indonésien Kabupaten Sabu Raijua, est un kabupaten de la province des petites îles de la Sonde orientales en Indonésie.

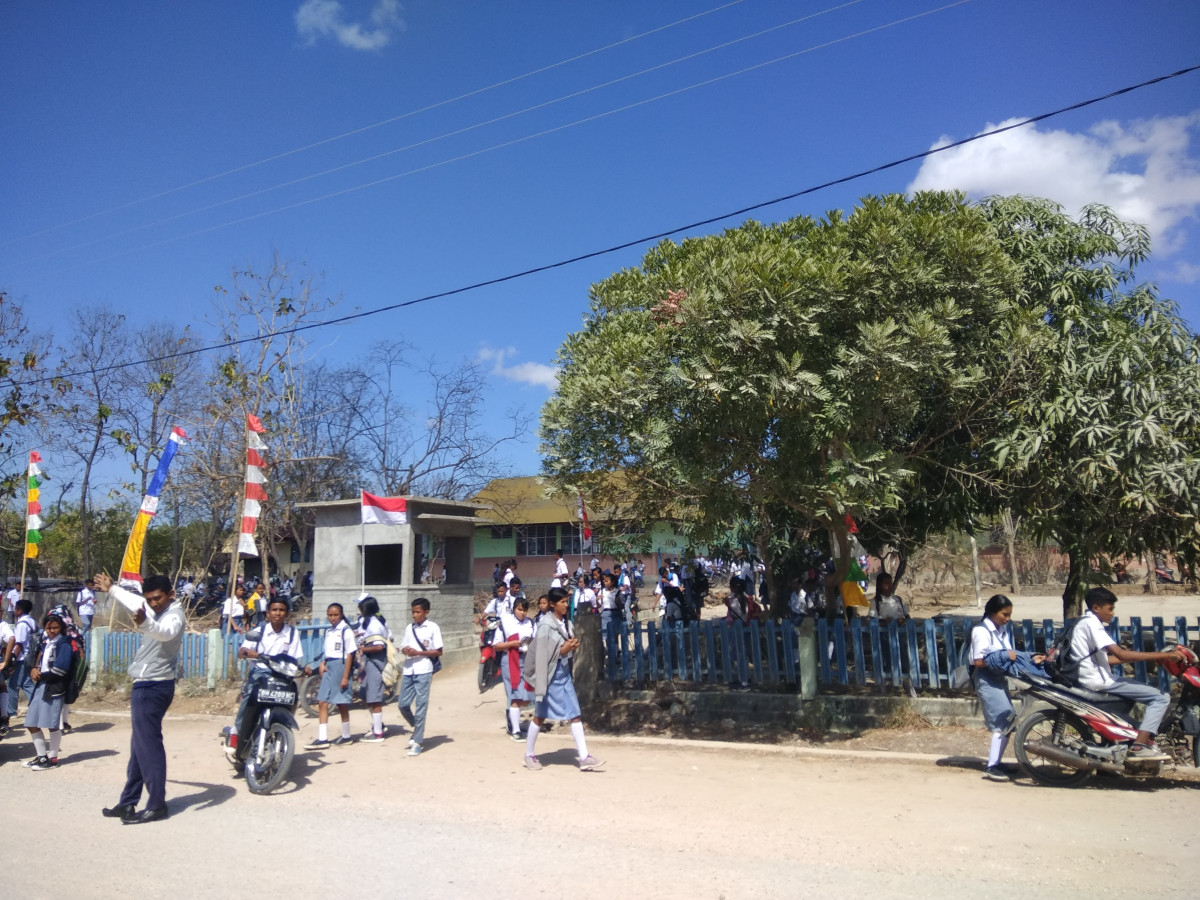
Une école à West Savu

## Géographie
Il est composé des îles de Sabu et de Raijua.

## Divisions administratives
Il est divisé en six kecamatans :
- Raijua
- Sabu Barat
- Hawu Mehara
- Sabu Timur
- Sabu Liae
- Sabu Tengah